# Aline Riera Ubiergo
Aline Riera Ubiergo – gelegentlich auch in der Schreibweise Ubergo – (* 21. Januar 1972 in Vélizy-Villacoublay) ist eine ehemalige französische Fußballspielerin und -funktionärin.

## Vereinskarriere
Als 14-Jährige kam Aline Riera zum Juvisy FCF, der sich ein Jahr zuvor von der Étoile Sportive de Juvisy-sur-Orge getrennt und als reiner Frauenfußballverein neu gegründet hatte. Ab wann sie in deren erster Frauschaft eingesetzt wurde, geht aus den vorliegenden Quellen nicht hervor. Als der FCF allerdings 1992 die französische Meisterschaft gewann – die erste in der Geschichte des Klubs –, gehörte die Defensivspielerin, die meist in der Innenverteidigung oder im defensiven Mittelfeld eingesetzt wurde, zur Stammformation und stand beim 3:2-Endspielsieg gegen CS Saint-Brieuc auch in der Startelf. In der anschließend eingeführten National 1 A, einer echten frankreichweiten Liga in nur einer Gruppe, wurde Riera mit Juvisy zunächst Vizemeister und gewann 1994 zum zweiten Mal den Titel. Zudem begann in dieser Zeit auch ihre internationale Laufbahn (siehe den Abschnitt hierunter).
Dennoch zog es die Spielerin nach diesem Erfolg zu einem anderen Verein, und sie trug während der nächsten fünf Jahre den Dress von Chaffoteaux Sports Saint-Brieuc, Juvisys Endspielgegnerinnen von 1992. Zwar gehörten die Briochins durchweg stets zur Spitzengruppe der Liga, aber die beste Platzierung in der Abschlusstabelle war ein dritter Rang in der Spielzeit 1996/97. Deshalb kehrte Aline Riera 1999 aus der Bretagne wieder nach Juvisy zurück und gehörte dort bis 2005 weiterhin zur Stammformation in der Frauschaft, die zu den stärksten Teams der ab 2002 Division 1 Féminine genannten ersten Liga zählte. Mit dem JFCF gelang ihr 2003 schließlich auch noch der Gewinn eines dritten französischen Meistertitels. In der folgenden Spielzeit stand sie im Europapokal, in dem Juvisy dann allerdings frühzeitig knapp an den Norwegerinnen von Kolbotn IL scheiterte, in allen drei Partien von der ersten bis zur letzten Minute auf dem Platz. Im 2001 eingeführten Frauen-Landespokalwettbewerb hingegen fehlte sie ausgerechnet, als Juvisy sich 2005 im Endspiel gegen die Frauen von Olympique Lyon durchsetzte und den Pokal gewann.
Anschließend beendete Riera, 33-jährig, ihre aktive Fußballerinnenkarriere – allerdings kam sie 2008 zurück und wurde in Juvisys zweiter Mannschaft, die in der dritten Division antrat, während der folgenden beiden Jahre wiederholt eingesetzt. In der Spielzeit 2009/10 fand sie sogar noch für zwei Begegnungen in der Erstligaelf Berücksichtigung. Gegen ihren ehemaligen Verein aus Saint-Brieuc wurde sie acht Minuten vor dem Schlusspfiff für Sandrine Soubeyrand eingewechselt, und wenige Tage nach ihrem 38. Geburtstag ersetzte sie Gaëtane Thiney gegen ESOF La Roche für gut 20 Minuten.

### Stationen
- Juvisy FCF (1986–1994)
- CS Saint-Brieuc (1994–1999)
- Juvisy FCF (1999–2005)
- Juvisy FCF (zweite Frauschaft, 2008–2010)

## In der Nationalelf
Ende Mai 1993 setzte Nationaltrainer Aimé Mignot Aline Riera Ubiergo anlässlich eines Freundschaftsspiels der französischen A-Nationalauswahl gegen Russland zum ersten Mal ein. Bis zum Ende ihrer internationalen Karriere wurden daraus insgesamt 59 Länderspiele; ein Treffer gelang der Abwehrspielerin in diesem Kreis nicht. Ab dem Herbst 1996 – in dieser Zeit spielte sie bei Saint-Brieuc – wurde sie allerdings zweieinhalb Jahre lang nicht mehr berücksichtigt, und Mignots Nachfolgerin Élisabeth Loisel nominierte sie nicht einmal für den Kader der Bleues für die Europameisterschaftsendrunde in Norwegen und Schweden.
Erst Anfang 1999 griff auch Loisel wieder regelmäßig auf Riera zurück, und während der folgenden fast vier Jahre fehlte sie in nahezu keinem Länderspiel mehr. So kam sie 2001 auch doch noch zu einer Turnierteilnahme bei einer Europameisterschaft, wobei sie in Deutschland alle drei Spiele der Französinnen bestritt. Letztmals stand sie im November 2002 in der französischen Abwehrreihe, und das war ein besonders wichtiges Spiel, weil Frankreichs Frauen sich durch einen 1:0-Sieg gegen England zum ersten Mal in ihrer Länderspielgeschichte für die Endrunde einer offiziellen Weltmeisterschaft qualifiziert hatten. An diesem „magischen Sonnabend im Stade Geoffroy-Guichard, das sich für ein Spiel von einem grünen in einen blauen Hexenkessel verwandelt hatte“, leitete Aline Riera den Angriff ein, der zum spielentscheidenden Treffer durch Corinne Diacre führte. Umso größer ihre Enttäuschung, dass die Trainerin sie, die im Sommer 2003 mit Juvisy gerade erst wieder französische Meisterin geworden war, nicht für das endgültige WM-Aufgebot nominierte, sondern mit Laura Georges, Amélie Coquet und Anne-Laure Casseleux drei defensiven Spielerinnen des Jahrgangs 1984 den Vorzug vor der 31-Jährigen gab.
In fünf ihrer Länderspiele kamen die Gegnerinnen aus einem deutschsprachigen Land: drei dieser Begegnungen (1999, 2001 und 2002) wurden gegen die Schweizerinnen ausgetragen, je einmal gegen die Frauen aus Österreich und Deutschland (beide Matches 1999).

## Palmarès
- Französische Meisterin: 1992, 1994, 2003
- Französische Pokalsiegerin: 2005 (aber ohne Einsatz im Finale)

## Tätigkeiten nach der Zeit als Spielerin
Nach ihrem endgültigen Karriereende arbeitete Aline Riera Ubiergo in der Sportredaktion von Foot+, einem Sender der Gruppe Canal+, kommentierte unter anderem auch Spiele der Weltmeisterschaft 2019 im eigenen Land. Seit 2014 war sie Mitglied des Gemeinderats von Saint-Arnoult-en-Yvelines, kandidierte auch bei der Kommunalwahl 2020 wieder, bei der ihre politisch links stehende Liste im zweiten Wahlgang aber unterlag. Im Dezember 2021 wurde sie zur Schatzmeisterin (Trésorière générale) des französischen Fußballverbands gewählt.